# Rhagoletis zephyria
Rhagoletis zephyria è una specie di mosche della famiglia Tephritidae.
La specie è un esempio evidente della strategia di difesa detta mimetismo batesiano. Queste mosche infatti imitano sia fisicamente che comportamentalmente la specie dei ragni saltatori (famiglia Salticidae), principali predatori di queste mosche, i quali si spaventano e fuggono alla vista di un esemplare della stessa specie, specialmente se questo manda il distintivo segnale di minaccia, sbattendo le zampe.
La tecnica adottata dalle mosche è quella di imitare i ragni saltatori per farli fuggire: esse infatti hanno delle ali che imitano il disegno delle zampe di un ragno ed infine, alla vista di un ragno saltatore, iniziano a far vibrare le ali per imitare lo scuotimento degli otto arti del ragno.